# Johann Karl Friedrich Zöllner
Johann Karl Friedrich Zöllner (8 de noviembre de 1834, Berlín - 25 de abril de 1882, Leipzig) fue un astrofísico y astrónomo alemán. Es conocido sobre todo por idear la ilusión de Zöllner, y en su momento intervino a favor de la explicación científica del espiritismo. En 1880 impulsó la llamada Petición antisemita.

## Semblanza

Ilusión de Zöllner.

Zöllner ocupó desde 1872 la cátedra de astrofísica en la Universidad de Leipzig. Escribió numerosos artículos sobre fotometría y análisis de espectros luminosos, entre los que destacan los aparecidos en los Annalen der Physik dirigidos por Johann Christian Poggendorff. También publicó un curioso libro, Ueber die Natur der Cometen (Leipzig, 1872, 3ª edición, 1883).
Introdujo el empleo de la luz polarizada en la fotometría astronómica. También ideó un astrofotómetro y realizó algunas de las primeras medidas del albedo de los planetas. 
Sostuvo que la temperatura atribuida a una estrella por su tipo espectral traducía su estado de evolución. Además, estudió a fondo los efectos ópticos. Inventó la ilusión de Zöllner, donde líneas paralelas parecen diagonales.

## Espiritualismo

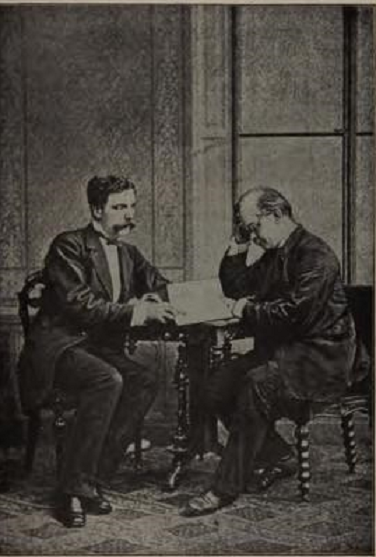
Henry Slade con Zöllner.

Zöllner se interesó por primera vez en el espiritualismo en 1875, cuando visitó al científico William Crookes en Inglaterra. Zöllner quería una explicación física científica para los fenómenos psíquicos asociados al esperitualismo y llegó a la conclusión de que la física de una cuarta dimensión podía explicarlos. Intentó demostrar que los espíritus son cuatridimensionales y organizó sus propios experimentos de sesión con el médium Henry Slade, que presuntamente era capaz de escribir a distancia en pizarras, atar nudos en una cuerda sin tocarla, recuperar monedas de cajas selladas e interconectar dos anillos de madera. Estos experimentos se realizaron en noviembre y diciembre de 1877 en la casa de Zöllner en Leipzig. Invitó a los científicos Wilhelm Eduard Weber, Gustav Fechner, Wilhelm Scheibner y Wilhelm Wundt a algunas de las sesiones.
Los experimentos fueron registrados por Zöllner en un libro titulado "Física trascendental" (1878), donde se daba por sentado que algunas de estas experiencias fueron un éxito. Sin embargo, los críticos han sugerido que los poderes del médium Henry Slade fueron un fraude, y que utilizó distintos engaños en los experimentos. Wilhelm Wundt, que asistió a una de las sesiones, afirmó que las condiciones y los controles no eran satisfactorios. También descubrió que los errores gramaticales alemanes en las listas eran sospechosos, ya que Slade era un hablante inglés.
Slade falló en el experimento para realizar la interconexión de dos anillos de madera. En cambio, se descubrió que los dos anillos se introdujeron en la pata de una mesa. Esto impresionó a Zöllner, aunque magos de salón denunciaron que es fácil diseñar trucos capaces de explicar tal hazaña.
En 1879, Hermann Ulrici llamó la atención de los científicos alemanes sobre los experimentos de Zöllner, al publicarlos en el Zeitschrift für Philosophie und philosophische Kritik. Esto causó una acalorada controversia. Wundt publicó una réplica a Ulrici, denunciando los experimentos y el espiritismo como no científicos. Enfurecido, Zöllner atacó a Wundt y lo amenazó con un pleito. Zöllner llegó a afirmar que Wundt estaba poseídos por espíritus malignos.
George Stuart Fullerton, el secretario de la Comisión Seybert, afirmó que Zöllner tenía la "mente alterada" durante los experimentos.
Carl Willmann, un inventor de aparatos mágicos, sospechaba casi con total seguridad que Slade había hecho trampas. En el caso de las pizarras selladas, sugirió que podrían haber sido abiertas fácilmente con un cable delgado.
El investigador psíquico Hereward Carrington en su libro The Physical Phenomena of Spiritualism (1907) reveló métodos fraudulentos (con diagramas de los trucos realizados con cuerdas) que Slade pudo haber utilizado en los experimentos. El psicólogo Ray Hyman ha señalado:
En el caso de las investigaciones de Zöllner sobre Slade, no solo sabemos que Slade fue descubierto antes y después de sus sesiones con Zöllner, sino que también hay motivos suficientes para plantear preguntas sobre lo adecuado de la investigación realizada. Carrington (1907), Podmore (1963) y la señora Sidgwick (1886-87) se encuentran entre una serie de críticos que han descubierto fallos y lagunas en las sesiones de Zöllner con Slade.
El escritor de ciencia Martin Gardner también expuso los trucos de Slade con diagramas y comentó que "Zöllner hizo un buen trabajo en el análisis del espectro, pero ignoraba por completo los métodos de invocación. Como consecuencia, Henry Slade se lo tomó a mal, me temo..."

## Obra
- Über Photometrie. Poggendorffs Annalen, 1857.
- Grundzüge einer allgemeinen Photometrie des Himmels. Leipzig, 1861.
- Photometrische Untersuchungen. Leipzig, 1865.
- Die Natur der Kometen. Leipzig, 1870.
- Theorie des 4-dimensionalen Raumes. Leipzig, 1867.
- Wissenschaftliche Abhandlungen. Bd. 1-4. Leipzig, 1878-1881.
- Über den wissenschaftlichen Missbrauch der Vivisektion. Leipzig 1880.

## Reconocimientos
- El cráter lunar Zöllner lleva este nombre en su memoria.[18]